# カール・ヨーゼフ・フォン・エスターライヒ (1649-1664)
カール・ヨーゼフ・フォン・エスターライヒ（Karl Joseph von Österreich, 1649年8月7日 - 1664年1月27日）は、オーストリア大公家の大公（Erzherzog）。オルミュッツ司教、パッサウ司教、ブレスラウ司教、ドイツ騎士団総長を務めた。

## 生涯
神聖ローマ皇帝フェルディナント3世とその2番目の妻でチロル州侯レオポルト5世の娘であるマリア・レオポルディーネの間の一人息子として生まれた。父にとっては5番目の息子である。母はカール・ヨーゼフの誕生当日に死去した。
1662年末に叔父のレオポルト・ヴィルヘルム大公が亡くなると、その個人財産と美術コレクションを相続したほか、叔父の帯びていたパッサウ司教職、オルミュッツ司教職、ドイツ騎士団長職を継承した。1663年2月23日にはレオポルト・ヴィルヘルムが持っていたもう一つの司教職であるブレスラウの領主司教にも選出されたが、司教領の統治を13歳の少年に任せることは出来なかったので、教皇アレクサンデル7世は4月23日に助祭長のゼバスティアン・フォン・ロストック（Sebastian von Rostock）を補佐司教（Koadjutor）に任命し、司教領の統治を代行させた。
しかし翌1664年の年明けにわずか14歳で死去し、それ以上の高位に上ることは無かった。遺骸はカプツィーナー納骨堂の新納骨堂（Neuen Gruft）に安置された。